# Морангая
Морангая (лат. Morangaya) — монотипный род суккулентных растений семейства Кактусовые (Cactaceae). На 2023 год, включает один вид — Morangaya pensilis, произрастающий на территории Мексики.

## Название
Родовое латинское название Morangaya было присвоено в честь личностей — Рида Морана (англ. Reid Venable Moran, 1916—2010) и Эдварда Гэя (англ. Edward Gay, 1915—1997). Рид Моран был знаменитым американским ботаником и куратором департамента ботаники Музея естественной истории в Сан-Диего, а Эдвард Гэй — коллекционером.
Русскоязычное название является транслитерацией латинского.

## Описание
Morangaya pensilis — растение с комковатыми листовыми лиановидными стеблями, которые ветвятся у основания. Сначала стебли прямостоячие, но со временем они выгибаются и становятся распростертыми или свисающими. Обычно они имеют воздушные корни. Длина стеблей может достигать 2 метров и более, а диаметр составляет от 2,5 до 4 см. Ребра стеблей округлые и бугорчатые и их может быть от 8 до 10. Ареолы расположены на расстоянии 1-2 см друг от друга. Колючки на молодых ареолах желтые, но со временем они становятся красноватыми. На молодых ареолах может быть от 6 до 10 радиальных колючек, которые более или менее расходятся, а на более старых ареолах может быть гораздо больше колючек (до 70 и более).
Цветки оранжевые или красноватые и расположены на кончике стебля или на старых частях. Они имеют длину 5-7 см и диаметр 4-5 см и могут быть трубчатыми или узко воронкообразными. Ареолы трубки и завязи покрыты белой или желтоватой шерстью и каштановыми щетинисто-шелковистыми шипами. Цветет с конца апреля по май. Плоды колючие и могут быть шаровидными или продолговатыми. Они красные с красной мякотью и имеют диаметр 1,5-2 см. Семена черные, морщинистые и у основания сильно наклонные.

## Таксономия
Morangaya G.D.Rowley, первое упоминание в Ashingtonia 1: 44 (1974).

### Виды
По данным сайта Plants of the World Online на 2023 год, род включает один подтвержденный вид:
- Morangaya pensilis (K.Brandegee) G.D.Rowley

#### Синонимы (вида)
Гомотипные (основанные на одном и том же номенклатурном типе):
- Cereus pensilis K.Brandegee (1904)
- Echinocereus pensilis (K.Brandegee) J.A.Purpus (1908)